# Оти (река)
Оти (на тер. Того и Ганы; фр. Oti, англ. Oti) / Пенджари (на тер. Бенина, Буркина-Фасо и Того, фр. Pendjari) — река в Западной Африке. Река протекает по территориям Бенина, Буркина-Фасо, Того и Ганы.
Берёт начало при слиянии реки Кунде (река) с рекой Тику в горах Атакора в Бенине. Река течёт сперва на север, затем поворачивает на юго-запад. В районе пограничного треугольника «Бенин-Буркина Фасо-Того» Пенджари пересекает государственную границу Бенина и Буркина Фасо. Затем она течёт через северное Того в юго-западном направлении и попадает на территорию Ганы. Здесь река течёт прямо на юг, вдоль того-ганской границы попеременно по ганской и тоголезской территории. Впадает на территории Ганы в водохранилище Вольта.
Длина реки составляет 900 километров и относится к бассейну Вольты. Площадь водосборного бассейна собственно Пенджари (Оти) составляет 72,900 км². Притоками её являются реки Куртиагу, Арли, Дудодо, Сингу, Уке (Вале) и другие.
В сезон дождей 1998—1999 годов (с октября по март) на территории северного Того в связи с сильнейшими ливнями на Оти (как в Того называется Пенджари) произошло наводнение, в результате которого пострадали десятки тысяч человек.